# كيفن بارتليت
كيفن بارتليت (بالإنجليزية: Kevin Bartlett)‏ (12 أكتوبر 1962 ببورتسموث في المملكة المتحدة - ) هو لاعب كرة قدم بريطاني في مركز الهجوم. لعب مع بورت فايل وكارديف سيتي وكامبريدج يونايتد ونادي بورتسموث ونوتس كاونتي ووست بروميتش ألبيون ونادي فارم تاون.

## وصلات خارجية
- كيفن بارتليت على موقع قاعدة بيانات كرة القدم.إي يو (الإنجليزية)